# ドーム製法
ドーム製法（Dome manufacturing method）は、2013年に日本で高山雅晴が製法特許第5303078号を取得し確立した靴の第七の製法。

## 概要
これまでの靴の製法は大きなカテゴリーに分けると
①グッドイヤー・ウエルト式製法
②マッケイ式製法　
③ステッチダウン式製法　
④プラット式製法・カルフォルニア式製法　
⑤ダイレクト・バルカナイズ式製法
⑥セメンテッド式製法
これらに次ぐ約70年ぶりに新たな製法が誕生した。
このドーム製法では、中底とアッパー（革部分）の吊り込みしろを省くことで、超軽量、超柔軟な履き心地を実現することができるようなった。
- 長所
  - アッパーに使われる革材が少なくて済み、同時に生産時に出るゴミが少なくて済む。
  - 超軽量、超柔軟に仕上る。
  - ステッチダウン製法より内側に入り込んだスマートなデザインが実現できる。
  - 厚底の靴に屈曲性を与えるのに最適である。
- 短所
  - 接着面が狭いため、ハードユーズな環境には不向き。

現在は株式会社ベルのBelle&Sofa、Peak Performerブランドで活かされている。　